# Euphydryas desfontainii

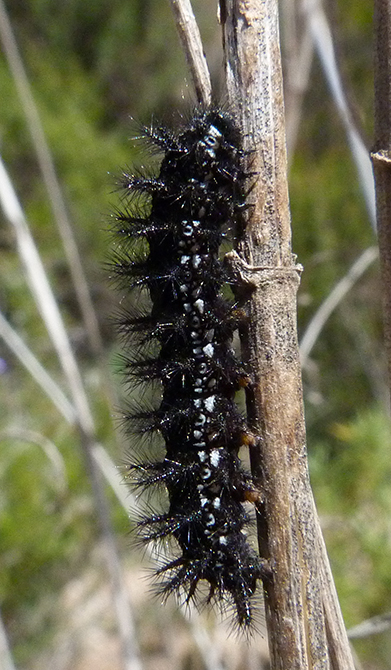
Oruga cerca de Castellar (Bages)

Euphydryas desfontainii es un lepidóptero ropalócero de la familia Nymphalidae.

## Descripción
Tiene una envergadura de 40 a 45 mm.

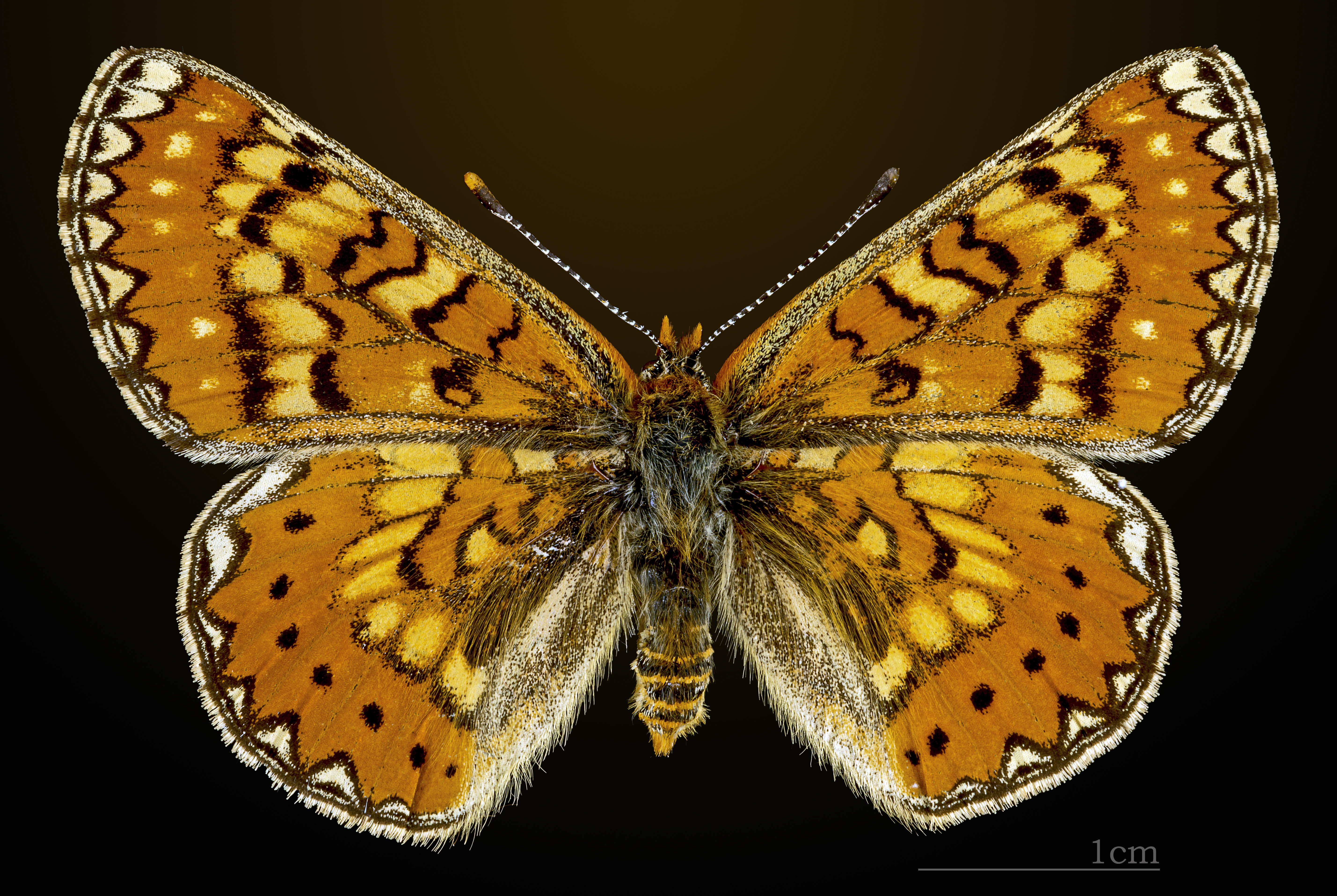
Euphydryas desfontainii desfontainii ♂
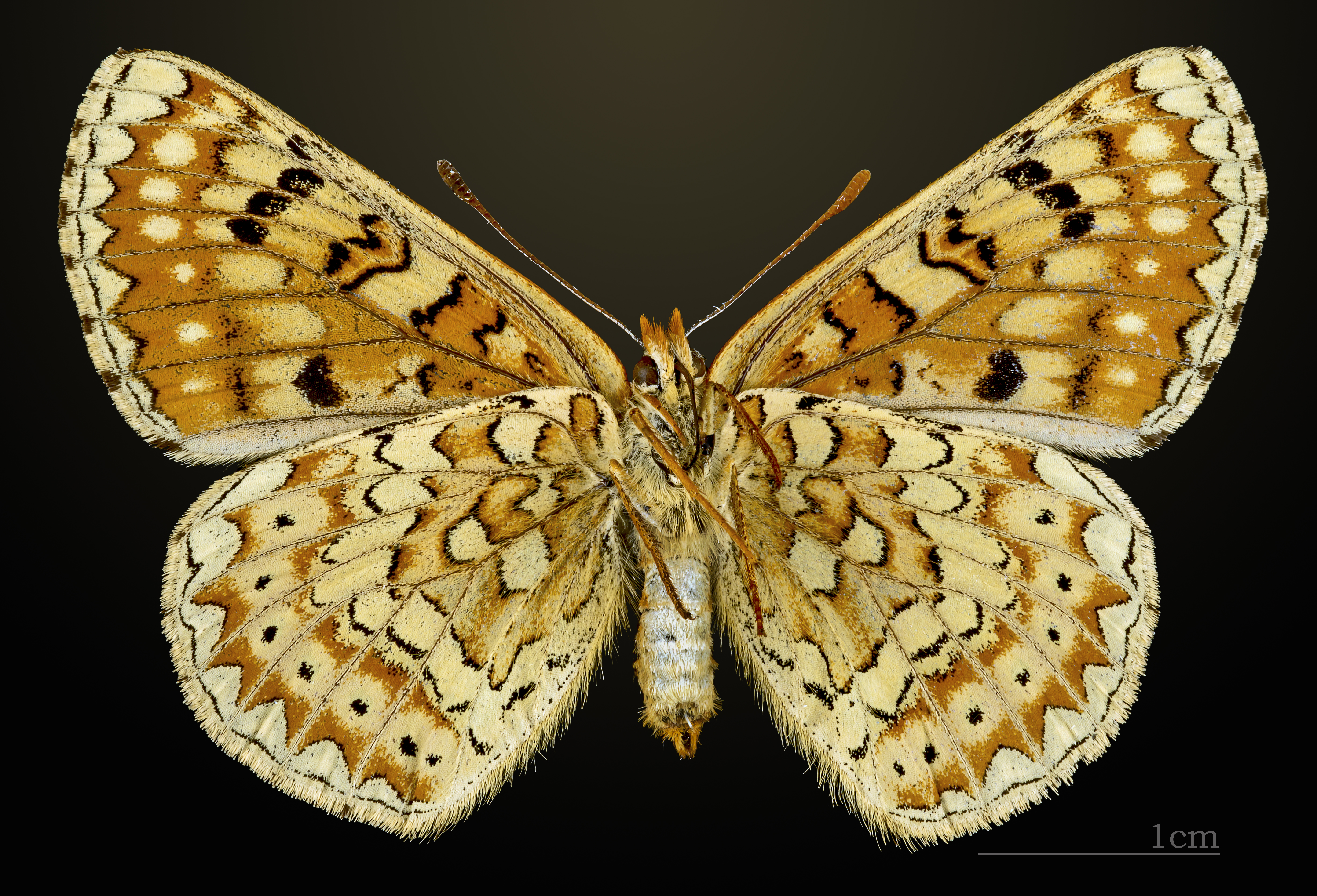
Euphydryas desfontainii desfontainii  ♂ △

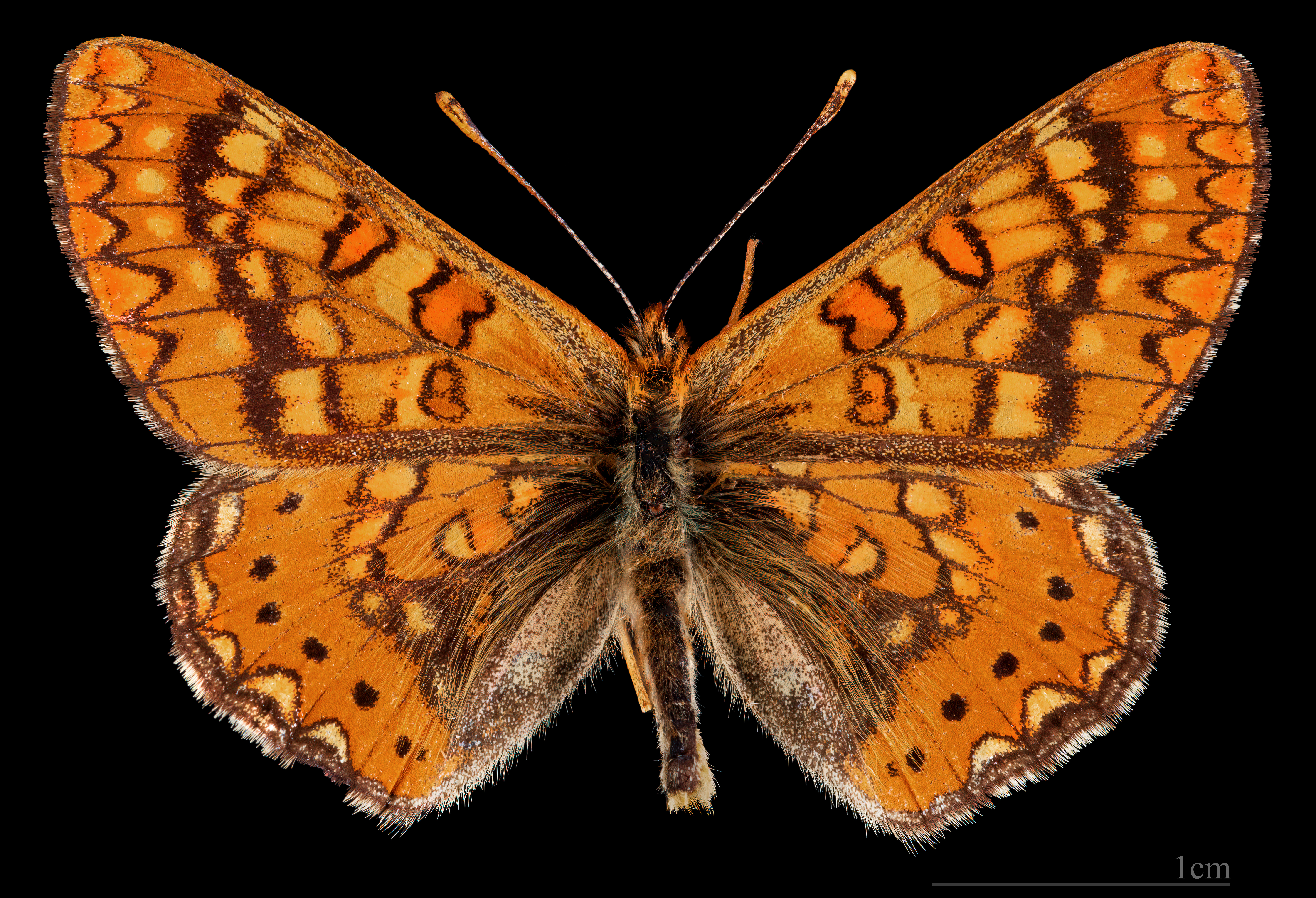
Euphydryas desfontainii beatica ♂
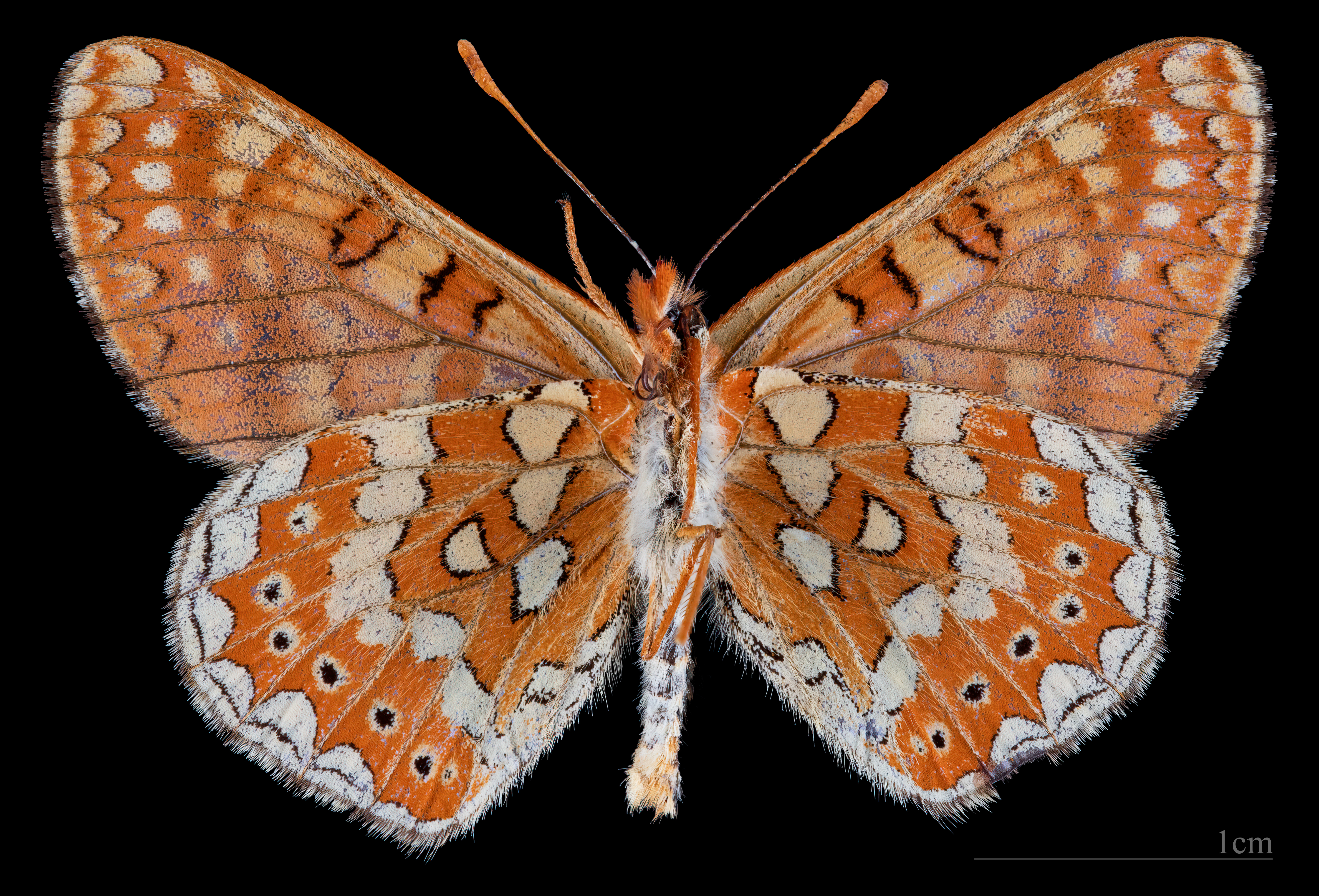
Euphydryas desfontainii beatica♂  △
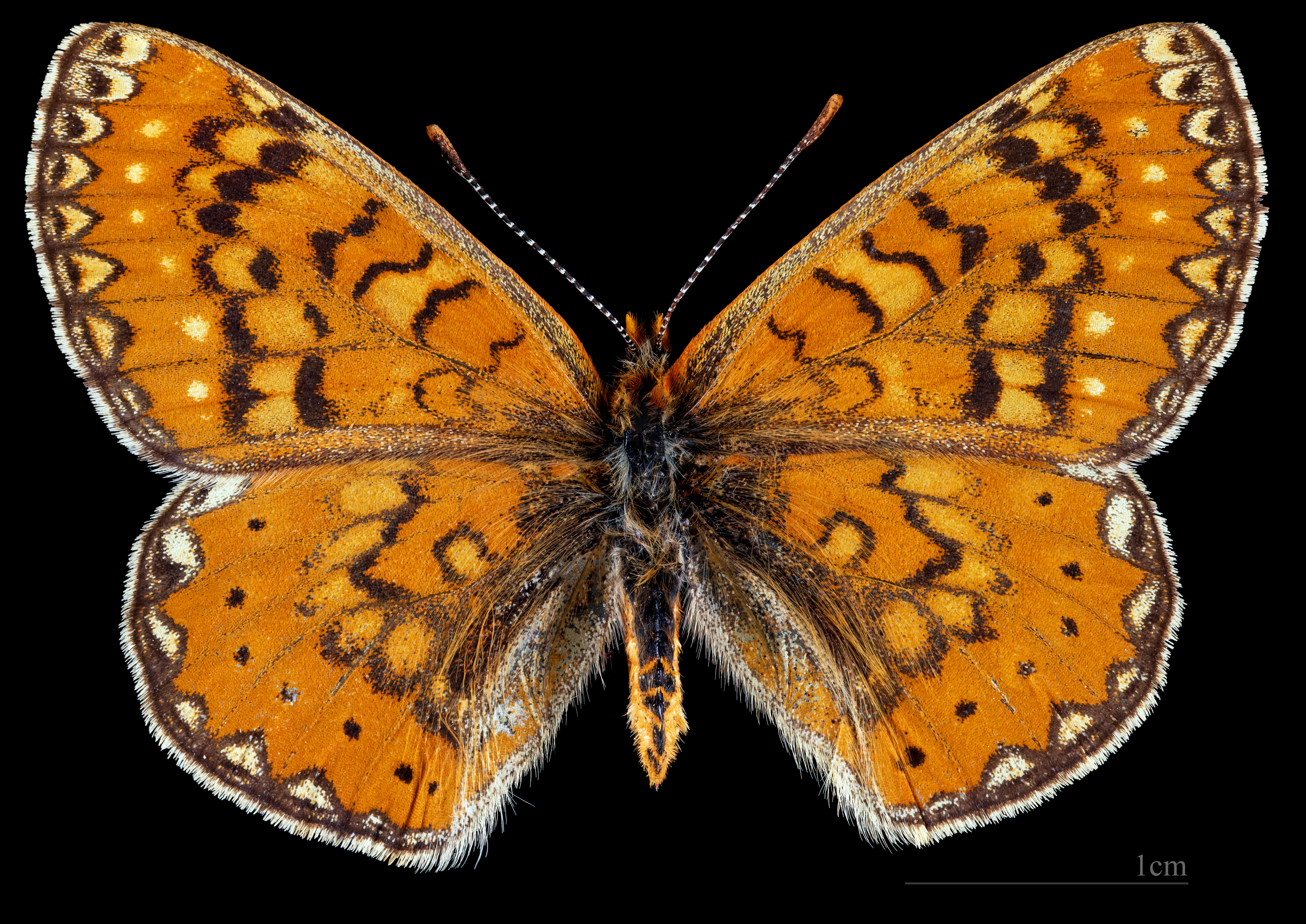
Euphydryas desfontainii beatica ♀
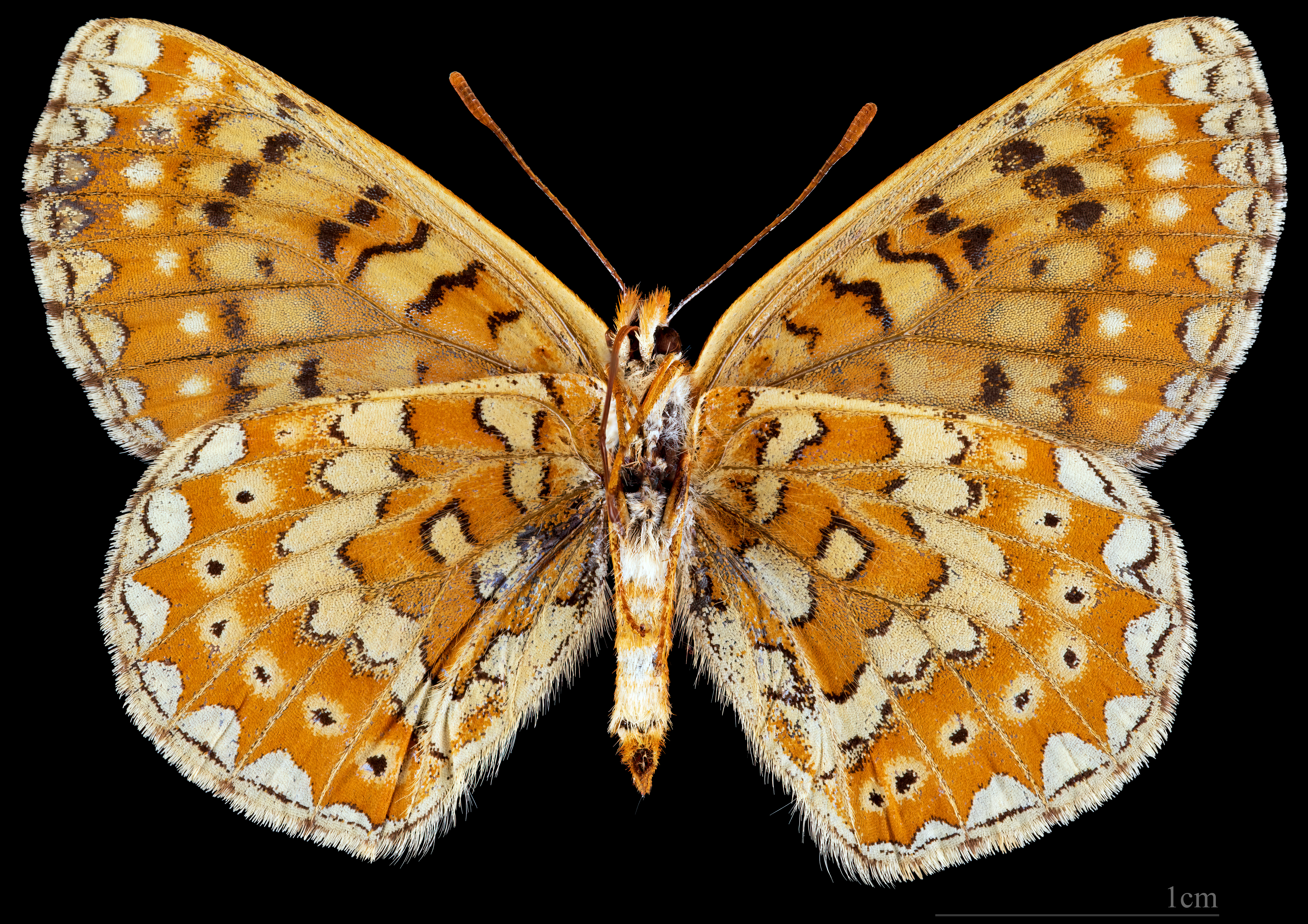
Euphydryas desfontainii beatica ♀ △

## Ciclo vital
Una generación al año entre comienzos de abril y mediados de junio, según la altitud. Hiberna como oruga en nidos sedosos. La oruga se alimenta de Dipsacus fullonum, Dipsacus comosus, Cephalaria leucantha, Scabiosa y Knautia, entre otros.

## Distribución
Se distribuye por Marruecos, Argelia y la península ibérica. En la península se encuentra en zonas aisladas al sur de Portugal, Burgos, Pirineos orientales, Cataluña, a través de Alicante, Teruel, Cuenca, Guadalajara y Madrid hasta Andalucía y Extremadura.

## Hábitat
Lugares herbosos, secos y cálidos, barrancos rocosos, lechos de ríos secos y áreas de cultivo abandonadas.